# Iasnozirea, raionul Cerkasî, regiunea Cerkasî
Iasnozirea (în ucraineană Яснозір'я) este o comună în raionul Cerkasî, regiunea Cerkasî, Ucraina, formată numai din satul de reședință.

## Demografie
Componența lingvistică a comunei Iasnozirea
     Ucraineană (98,29%)
     Rusă (1,65%)
     Alte limbi (0,03%)
Conform recensământului din 2001, majoritatea populației comunei Iasnozirea era vorbitoare de ucraineană (98,29%), existând în minoritate și vorbitori de rusă (1,65%).